# Dia Internacional da Cobertura Universal de Saúde
O Dia da Cobertura Universal de Saúde é comemorado anualmente em 12 de dezembro e promovido pela Organização Mundial da Saúde.
O dia 12 de dezembro é o aniversário da primeira resolução unânime da Organização das Nações Unidas que pede que todas as nações forneçam aos seus cidadãos assistência médica acessível e de qualidade.
A Saúde universal é promovida como um instrumento para promover o direito humano à saúde, concebido de forma mais ampla, que se baseia em vários acordos internacionais ou em documentos internacionais amplamente afirmados.
A cobertura universal de saúde foi incluída nos novos Objetivos de Desenvolvimento Sustentável para 2015–2030, adotados pelas Nações Unidas. Em muitos países, a saúde inclusiva é muito rudimentar e não inclui intervenções heroicas ou cuidados de longo prazo. A WaterAid relata que a infraestrutura nacional em muitos países não pode apoiar os mecanismos de prestação de serviços de saúde do primeiro mundo, por não fornecer nem mesmo água potável, muito menos eletricidade.
Uma grande pesquisa da Organização Mundial da Saúde (OMS) e do Fundo das Nações Unidas para a Infância (UNICEF) em 2015, relatou que 38% das instalações de saúde pesquisadas não tinham acesso a uma fonte de água básica e 35% não tinham os materiais necessários para as pessoas lavarem as mãos eficazmente. Quando os profissionais de saúde não conseguem manter as instalações limpas e evitar infecções, sua capacidade de oferecer um atendimento seguro, eficaz e digno é prejudicada.
A Iniciativa WASH (água, saneamento e higiene em instalações de saúde), da OMS, do UNICEF, e seus parceiros globais, faz parte do Plano de Ação Global da ONU “para garantir que todas as instalações de saúde em todos os ambientes tenham serviços adequados de água, saneamento e higiene até 2030”.

## Temas do Dia Internacional
| Ano  | Tema                                                                                 |
| ---- | ------------------------------------------------------------------------------------ |
| 2024 | “Saúde: é responsabilidade do governo.”                                              |
| 2023 | “Saúde para Todos: Hora de Agir.”                                                    |
| 2022 | “Moldemos o mundo que queremos: um futuro saudável para todos.”                      |
| 2021 | “Não deixar a saúde de ninguém para trás: investir em sistemas de saúde para todos”. |
| 2020 | “Proteger a todos”.                                                                  |
| 2019 | “Cumpram a promessa!”.                                                               |
| 2018 | “Unidos pela Cobertura Universal de Saúde: Agora é a Hora da Ação Coletiva”          |